# Adrian Bukowski
Adrian Bukowski (ur. 18 marca 2003 w Koszalinie) – polski piłkarz, grający na pozycji defensywnego pomocnika. Zawodnik Stali Mielec.